# Кумар, Индер
Индер Кумар Сараф (англ. Inder Kumar Saraf; 26 августа 1973, Джайпур, — 28 июля 2017, Мумбаи) — индийский актёр.

## Биография
Индер Кумар родился в Джайпуре и вырос в Калькутте. В кино дебютировал в 1996 году, сыграв главную роль в фильме Masoom. Актёр был признан многообещающим талантом, однако последующие фильмы, в которых он исполнил ведущую роль, провалились в прокате.
Более успешными были те, в которых он появился в ролях второго плана, в частности Khiladiyon Ka Khiladi с Акшаем Кумаром и Рекхой и «Как бы не влюбиться» (2000), «Возвращение в прошлое» (2002), «Особо опасен» (2009) с участием Салмана Хана. Индер также известен как один из исполнителей роли Михира Вирани в сериале Kyunki Saas Bhi Kabhi Bahu Thi.
Его карьера пережила спад в начале 2000-х, когда во время съёмок боевика Maseeha (2002), пытаясь самостоятельно выполнить трюк, актёр упал с летящего вертолёта и повредил позвоночник, что приковало его к постели почти на три года. После того как он снова встал на ноги, актёр снялся в бенгальском фильме Ghatak, однако производство затянулось, и его первым вышедшим бенгальским фильмом стал Agnipath (2006). Индер также сыграл отрицательную роль в спортивной драме о боксе Aryan: Unbreakable. Его последними работами в кино стали фильмы Phati Padi Hai Yaar и Who Is The First Wife Of My Father.
У актёра были романтические отношения с актрисой Ишей Коппикар, с которой они вместе снимались в фильме Ek Tha Dil Ek Thi Dhadkan (1998), и то сходились, то расходились в течение следующих двенадцати лет. Во время одной из размолвок, в 2003 году он женился на Сонал Кария, дочери его наставника Раджу Кария. Однако спустя пять месяцев брак был расторгнут, хотя в этот момент Сонал была беременна их дочерью Кхуши. В 2009 году, после того как Индер окончательно расстался с Ишей, он женился на Камалджит Каур, но спустя два месяца подал на развод из-за возникших между супругами разногласий.
В 2013 году актёр женился на Паллави Сарраф, которая родила ему дочь Бхавану в начале 2014 года.
В апреле 2014 года на него было заведено уголовное дело. Согласно источникам, 24 апреля жена актёра Паллави подала жалобу на своего мужа в связи с тем, что у него были отношения с другой женщиной. Полиция вызвала Кумара и его подругу-модель на допрос, после чего предложила супругам подать заявление на развод. На следующий день 23-летняя модель обратилась в полицию в связи с тем, что, придя домой, Кумар в гневе избил её. Она заявила, что удерживалась в плену в течение двух дней и подвергалась сексуальному насилию. Последнее, а также другие физические травмы были подтверждены отчётом врачей. Сам актёр утверждал, что всё, что было между ними, было по взаимному согласию. Паллави Кумар встала на сторону мужа, сообщив, что та женщина преследовала его и в те два дня неоднократно покидала его дом. Актёр был арестован, но, проведя 45 дней в тюрьме, выпущен под залог.
Индер Кумар скончался утром 28 июля 2017 года в своём доме в Мумбаи в результате сердечного приступа.